# نائی والا
نائی والا (به انگلیسی: Naiwala) یک روستا در پاکستان است که در پنجاب واقع شده‌است. نائی والا ۱۳۶ متر بالاتر از سطح دریا واقع شده‌است.